# Tetrarquía herodiana
La tetrarquía herodiana era una división regional de un estado cliente de Roma, formada tras la muerte de Herodes I el Grande en el año 4 a. C. La tetrarquía dura hasta el año 44 d. C., donde tras la muerte de Herodes Agripa I se restableció definitivamente el estatus provincial de Judea.
Luego de la muerte de Herodes I el Grande, el reino se dividió entre su hermana Salomé I y sus hijos Herodes Arquelao, Herodes Antipas y Felipe. Tras la deposición de Herodes Arquelao en el año 6 d. C., sus territorios se transformaron en una provincia romana. Con la muerte de Salomé I en el año 10 d. C., su dominio también se incorporó a la provincia de Judea.
Otras partes de la tetrarquía herodiana siguieron siendo gobernadas por los descendientes de Herodes. Felipe gobernó los territorios al norte y al este del río Jordán hasta el año 34 d. C. Su dominio fue posteriormente incorporado a la provincia romana de Siria. Herodes Antipas gobernó Galilea y Perea hasta el año 39 d. C. El último gobernante herodiano notable con cierto nivel de independencia fue Herodes Agripa I. Se le dio el territorio de Judea con su capital Jerusalén. Con su muerte en el año 44 d. C., se restableció definitivamente el estatus provincial de Judea.
Posteriormente, los herodianos, Herodes de Calcis, Aristóbulo de Calcis y Herodes Agripa II, reinaron sobre territorios fuera de Judea con el título de rey pero como clientes romanos. El último de ellos, Herodes Agripa II, murió sin descendencia en c.100 d. C. y, por tanto, todos los territorios anteriormente gobernados por miembros de la dinastía herodiana se incorporaron a la provincia de Siria.

## Nombre
La palabra tetrarca hace referencia a que hubo cuatro gobernantes; sin embargo, Flavio Josefo, en el contexto de la descripción del legado de Herodes, sólo menciona tres. Se refiere 
- a Arquelao, que tenía "la mitad de lo que había estado sujeto a Herodes", y
- a Filipo
- y Antipas "la otra mitad, dividida en dos partes". [1]

Por otra parte, el evangelista Lucas hace en su lista de gobernantes en el "año 15 del gobierno del emperador Tiberio"
- Poncio Pilato era gobernador de Judea.
- Herodes Antipas gobernaba en Galilea,
- su hermano Filipo gobernaba en Iturea y Traconítide,
- y Lisanias gobernaba en Abilene.[2]

La referencia de Flavio Josefo a la mitad del reino puede significar que Arquelao gobernaba dos de las 4 divisiones. Esto sugeriría que la división en 4 partes ya estaba establecida y que el reino de Lisanias era parte de una tetrarquía diferente en Siria; esto es creíble, ya que Herodes de Calsis también llamado Herodes III, hermano de Herodes Agripa I, era rey de Calcis, que estaba al norte, fuera del reino de Herodes. O puede ser que Flavio Josefo, al describir las herencias de los hijos de Herodes, omitiera mencionar a Lisanias o a su predecesor, ya que no eran herodianos.
El territorio fue devuelto más tarde a los herodianos, la primera parte por Calígula a Herodes Agripa I, el resto por Claudio a Herodes Agripa II. 

## Historia

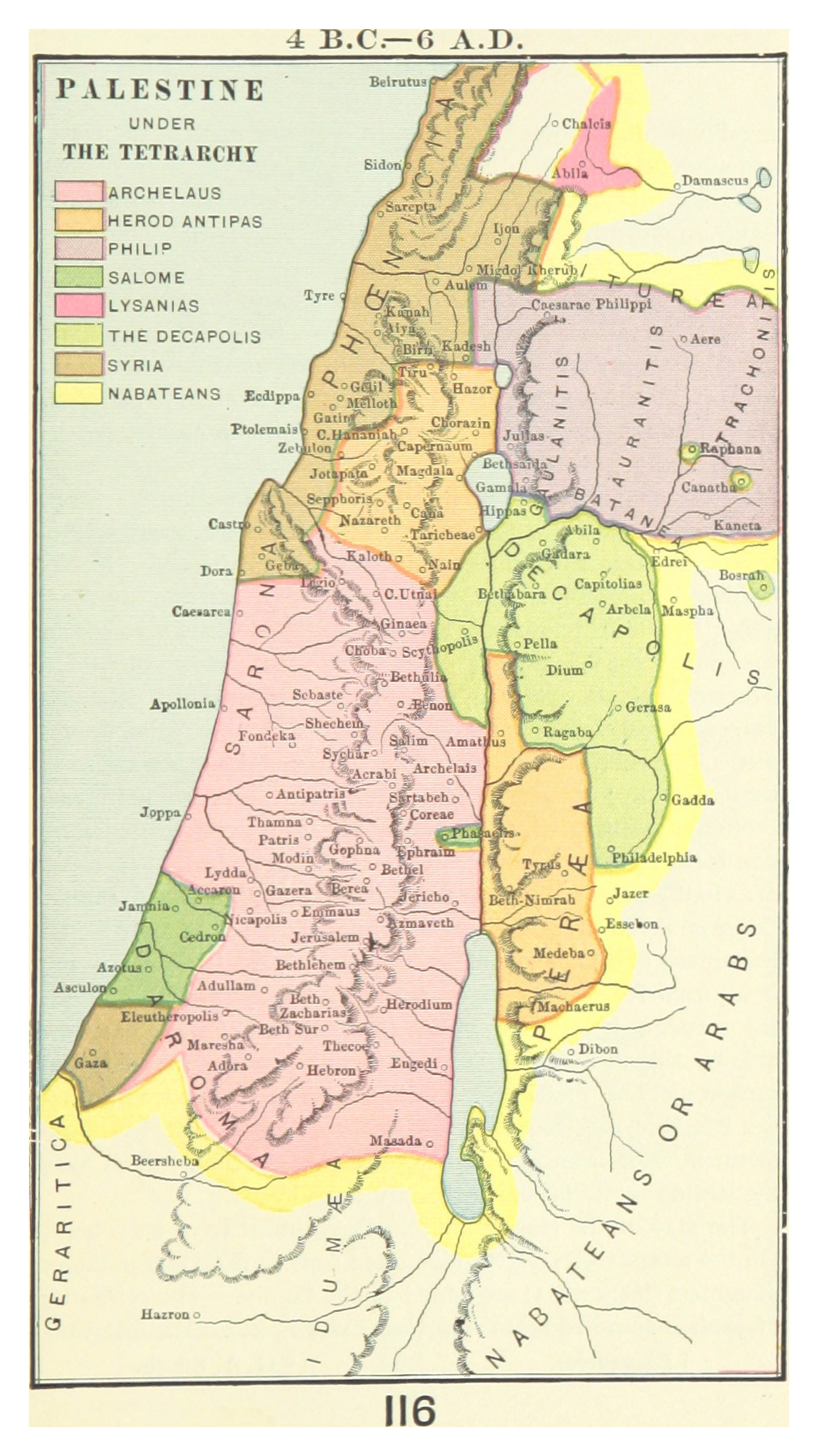
Mapa de la región en el año 6 a. C.

En el momento de su muerte, Herodes gobernaba la mayor parte del Levante suroccidental, como estado cliente del Imperio Romano.
Antipas no fue el primer heredero elegido por Herodes. Los herederos eran Aristóbulo y Alejandro, hijos de Herodes con la princesa asmonea Mariamna I. Ambos serían ejecutados en c. 7 a. C. El siguiente heredero era Antípatro. Este fue condenado por intentar envenenar a su padre en el 5 a. C. Por eso fue que el hijo menor, Herodes Antipas, heredó el reino.  Durante su enfermedad fatal en el año 4 a. C., Herodes tuvo otro cambio de opinión sobre la sucesión. Según la versión final de su testamento, el hermano mayor de Herodes Antipas, Herodes Arquelao, se convertiría ahora en rey de Judea, Idumea y Samaria, mientras que Herodes Antipas gobernaría Galilea y Perea con la función menor de tetrarca. Felipe iba a recibir Gaulanitis (los Altos del Golán ), Batanaea (sur de Siria), Traconitis y Auranitis (Haurán). 
Debido al estatus de Judea como reino cliente romano, los planes de Herodes para la sucesión tuvieron que ser ratificados por Augusto. Por lo tanto, los tres herederos de Herodes viajaron a Roma para presentar sus reclamos; Antipas argumentó que debía heredar todo el reino y los demás sostuvieron que se debía honrar la voluntad final de Herodes. A pesar del apoyo calificado a Antipas por parte de los miembros de la familia herodiana en Roma, quienes favorecían el gobierno romano directo de Judea pero consideraban a Antipas preferible a su hermano, Augusto confirmó en gran medida la división del territorio establecida por Herodes en su testamento final. Herodes Arquelao, sin embargo, tuvo que contentarse con el título de etnarca en lugar de rey.  La hermana de Herodes, Salomé I, también recibió el título de reina de Jamnia, gobernando Paralia y algunas zonas del sur de Perea. Tras su muerte en el año 10 d. C., el dominio se incorporó a la provincia de Judea.
Finalmente, después de su muerte, el reino se dividió entre tres de los hijos de Herodes:
- Herodes Arquelao, su hijo con su cuarta esposa Maltace la samaritana, recibió la mayor parte del reino; Idumea, Judea y Samaria, y el título de Etnarca ("gobernante del pueblo"; en este caso, los judíos, samaritanos e idumeos ).
- Herodes Antipas, hermano de Arquelao, se convirtió en tetrarca de Galilea y Perea .
- Felipe, hijo de Herodes con su quinta esposa Cleopatra de Jerusalén, se convirtió en tetrarca de la parte norte del reino de Herodes. El Evangelio de Lucas enumera los territorios de Felipe como Iturea y Traconitis [7] y Flavio Josefo enumera como Gaulanitis, Traconitis y Paneas [8] así como Batanea, Traconitis, Auranitis, y "una cierta parte de lo que se llama la Casa de Zenodoro " . [9] Varios de estos nombres se refieren a los mismos lugares, que ahora se encuentran en lo que hoy es Siria y el Líbano .

Arquelao pronto enfrentó a una rebelión de fariseos y la aplastó con gran severidad. Después de gobernar durante 10 años, fue destituido por el emperador Augusto en el año 6 d. C., tras quejas sobre su crueldad y delitos contra la ley mosaica. Fue reemplazado por un prefecto romano y su territorio se reorganizó como la provincia romana de Judea.
Felipe gobernó Iturea, Traconitis, Batanea, Gaulanitis, Auranitis y Paneas como tetrarca hasta su muerte en el año 34 d. C., cuando sus territorios pasaron brevemente a formar parte de la provincia romana de Siria, pero en el 37 d. C. fueron entregados a Herodes Agripa I con el título de rey. Herodes Agripa I dispuso que Calcis fuera entregada a su hermano Herodes de Calcis y gobernó él mismo en lugar de Felipe. Después del destierro de Herodes Antipas en el año 39 d. C., Herodes Agripa I también se convirtió en gobernante de Galilea y Perea, y en el año 41 d. C., como señal de favor del emperador Claudio, sucedió al prefecto romano Marullus como rey de Judea. Con esta adquisición, se restableció nominalmente un Reino herodiano de los judíos hasta su muerte en el 44 d. C., aunque no hay indicios de que se suspendiera su estatus como provincia.